# Tilli
Tilli este o arie protejată (arie specială de conservare — SAC, sit de importanță comunitară — SCI) din Estonia întinsă pe o suprafață de 6,3 ha, integral pe uscat.

## Localizare
Centrul sitului Tilli este situat la coordonatele 58°18′42″N 25°40′56″E / 58.3116°N 25.6823°E.

## Înființare
Situl Tilli a fost declarat sit de importanță comunitară în aprilie 2004 pentru a proteja un număr necunoscut de specii din flora spontană și fauna sălbatică aflate în arealul zonei. Situl a fost protejat și ca arie specială de conservare în iunie 2006.

## Biodiversitate
Situată în ecoregiunea boreală, aria protejată conține 2 habitate naturale: Ape stătătoare oligotrofe până la mezotrofe, cu vegetație de Littorelletea uniflorae și/sau de Isoëto-Nanojuncetea, Formațiuni de Juniperus communis pe lande sau pajiști calcaroase.
La baza desemnării sitului se află un număr nedeclarat de specii protejate.